# Chodi
Chodi (ros. Chod) – wieś w Osetii Południowej, w regionie Cchinwali. W 2015 roku liczyła 94 mieszkańców.